# Jour des forces armées
Le jour des forces armées est une journée commémorant les forces armées dans plusieurs États.

## Arménie
Բանակի օր (français : Jour de l'armée), est célébré le 28 janvier, commémore la formation de l'armée nationale en 1992.

## Azerbaïdjan
Silahlı Qüvvələr Günü (français : Jour des forces armées) est célébré le 26 juin.

## Australie et Nouvelle-Zélande
La Journée de l'ANZAC est une fête publique le 25 avril en l'honneur de l'Australian and New Zealand Army Corps.

## Brésil
Dia do Soldado (Jour du soldat), en l'honneur des forces armées brésiliennes est célébré le 25 août, l'anniversaire du héros de guerre Luís Alves de Lima e Silva.

## Bulgarie
Le 6 mai, connu comme le jour de saint George, se fête aussi le Jour de la Valeur et de l'Armée en l'honneur de l'armée bulgare.

## Brunei
Les forces armées royales du Brunei ont été constituées le 31 mai 1961, et ce jour est désormais célébré en leur honneur.

## Chili
Día de las Glorias del Ejército (Jour des gloires de l'armée) est une fête nationale célébrée chaque 19 septembre, le lendemain de la Fête nationale. La "Parada Militar" (parade militaire) permet à chaque branche des forces armées de montrer quelques-uns de leurs personnels et de leurs équipements dans le Parque O'Higgins à Santiago du Chili.

## Chine
En République populaire de Chine, le jour des forces armées est célébré le 1er août, l'anniversaire de la création de l'armée populaire de libération.

## Croatie
Le Dan Oružanih snaga Republike Hrvatske (Jour des forces armées croates) est célébré le 28 mai pour commémorer leur création en 1991.

## Égypte
Le jour des forces armées est célébré le 6 octobre pour commémorer le franchissement de la ligne Bar-Lev par les forces armées égyptiennes lors de la guerre du Kippour.

## États-Unis
Le Armed Forces Day est célébré le troisième samedi du mois de mai.
C’est le président des États-Unis Harry S. Truman qui fut à l’origine de la création d’un jour férié dédié aux militaires de la nation. Ce jour-là, les citoyens sont invités à exprimer leur soutien et leur reconnaissance à tous les soldats.
Sous son impulsion, le secrétaire à la Défense, Louis A. Johnson, institua le 31 août 1949 un jour unique regroupant dorénavant les quatre fêtes, jusqu'alors séparées de l'armée, la marine, les marines et les forces aériennes, sans pour autant les faire disparaître.
L'Armed Forces Day symbolise également le regroupement administratif des Forces armées des États-Unis au sein d’un même ministère : le département de la Défense .

## Grèce
Le Jour des forces armées grecques est célébré le 15 août, date à laquelle l'Église orthodoxe fête la Dormition de la Mère de Dieu, patronne des forces armées grecques.

## Guatemala
Día del Ejército (Jour de l'armée), célébré le 30 juin en souvenir de la « Revolución Liberal (es) » de 1871, menée par Miguel García Granados (es) et Justo Rufino Barrios.

## Indonésie
Le Hari Tentara Nasional Indonesia est fêté le 5 octobre.

## Iran
Rouz-e Artesh (français : Jour des armées) est célébré le 18 avril. Il coïncide avec l'anniversaire de l'actuel Chef suprême de l'Iran.

## Israël
Yom Hazikaron qui signifie en hébreu : Jour du souvenir, est une journée nationale célébrée chaque année en Israël. Il s'agit d'un hommage de la nation israélienne aux soldats tombés pour sa défense et, depuis 2002, aux victimes du terrorisme. Selon le calendrier hébraïque, Yom HaZikaron tombe le 4e jour du mois de Iyar et précède toujours Yom Ha'atzmaout. Les deux jours sont déclarées fêtes nationales en Israël, et peuvent être déplacées de façon à éviter leur célébration durant le shabbat. Dans ce cas, les journées de Yom HaZikaron et de Yom Ha'atzmaout seront célébrées le 2e et le 3e jour du mois de Iyar. Si elles tombent à la sortie de Shabbat, elles sont retardées au 5 et 6 Iyar, comme ce fut le cas en 2010.

## Italie
Le jour des forces armées (Giorno delle Forze Armate) est célébré le 4 novembre pour commémorer la victoire de l'armée italienne sur l'armée d'Autriche-Hongrie, à cette même date en 1918, mettant fin aux combats de la Première Guerre mondiale sur le front italien.

## Mozambique
Dia das Forças Armadas est célébré le 25 septembre.

## Pakistan
Pour les forces armées du Pakistan; l'armée de terre est célébrée le 6 septembre, l'armée de l'air le 7 septembre, la marine le 8 septembre.

## Pologne
Le Jour des forces armées est célébré le 15 août pour célébrer le miracle de la Vistule.

## Roumanie
La Roumanie commémore l'armée roumaine et ses vétérans le 25 octobre à l'occasion de l'anniversaire de la libération de Carei, la dernière ville roumaine sous l'occupation fasciste pendant la Seconde Guerre mondiale. C'est aussi l'anniversaire du dernier roi, Michel (abdication en 1947)

## Royaume-Uni
Le Armed Forces Day pour les forces armées du Royaume-Uni est célébré le 25 juin.

## Tunisie
En Tunisie, le jour des Forces armées est célébré le 24 juin, en commémoration du défilé militaire historique organisé le 24 juin 1956 par le premier noyau des Forces armées tunisiennes, officiellement fondé par décret six jours plus tard, le 30 juin 1956.

## Ukraine
Le Jour des forces armées de l'Ukraine est le 6 décembre.

## Viêt Nam
Le Jour des forces armées est célébré le 22 décembre, la date de l'établissement de la brigade de propagande armé pour la libération national, le prédécesseur de l'armée populaire vietnamienne[réf. nécessaire].